# Mona Asuka Ott
 (novembre 2017).
Si vous disposez d'ouvrages ou d'articles de référence ou si vous connaissez des sites web de qualité traitant du thème abordé ici, merci de compléter l'article en donnant les références utiles à sa vérifiabilité et en les liant à la section « Notes et références ».
Mona Asuka Ott (モナ＝飛鳥・オット), née à Munich le 1er janvier 1991, est une pianiste classique nippo-allemande. Elle est la sœur cadette de la pianiste Alice Sara Ott.

## Biographie
Mona est née en 1991 à Munich d'une mère pianiste classique japonaise et d'un père ingénieur allemand.
Elle parle couramment l'allemand (sa langue maternelle), le japonais et l'anglais tout comme sa sœur aînée Alice.

## Carrière professionnelle
Mona Asuka Ott est apparue publiquement à l'âge de quatre ans. Comme sa sœur, Karl-Heinz Kämmerling lui a enseigné le Mozarteum de Salzbourg . Depuis 2009, elle a étudié avec Bernd Glemser à l' Université de musique de Würzburg . Elle a reçu plusieurs bourses, dont la Fondation Degussa et la Fondation allemande de la musique . Mona Asuka Ott est apparue en septembre 2008 lors du concert spécial de la fondation Piano furioso dans la petite salle du Hamburg Laeiszhalle .
À l'âge de six ans, elle était déjà lauréate du concours international Classica Nova In Memoriam Dmitry Shostakovich (Hanovre, 1997). Mona a remporté les premiers prix au concours Grotrian-Steinweg à Brunswick, au concours national Jugend musiziert et au concours international de piano EPTA à Osijek. En 2006, elle a été finaliste au onzième concours international d'académie de piano à Hamamatsu (Japon). Aux Jeux Olympiques de Kissinger en 2006, elle a reçu le prix du public[réf. nécessaire].
Mona Asuka Ott a rejoint, entre autres, le festival de piano de la Ruhr, le festival de La Roque-d'Anthéron, la festspiele Mecklenburg-Vorpommern, le Kissinger Sommer, sur franconiennes Music Days et le festival de Brunswick, Classix. 
Elle a participé à des performances d'orchestre au sein, entre autres, de l'orchestre philharmonique de Halle, du Hofer Symphoniker, de l'orchestre de chambre Wurtemberg, du Yomiuri Nippon Symphony Orchestra, de l'orchestre philharmonique allemand Southwest et de l'orchestre symphonique de Munich.

## Discographie

### Albums studios
- 2009 : Mona Asuka Ott (Edition Ruhr Piano Festival, Vol. 22) (Live) (sorti le 26 août 2009)
- 2017 : Schubert & Liszt: Piano Works (sorti le 28 juillet 2017)